# القرار (تعز)
القرار هي إحدى قرى الجمهورية اليمنية. وهي تتبع جغرافيًا لمحافظة تعز. وإداريًا لمديرية الشمايتين. يبلغ تعداد سكانها 1494 نسمة حسب الإحصاء الذي جرى عام 2004.